# SmartDrive
SmartDrive, Eigenschreibweise SMARTDrive, ist ein von Microsoft entwickelter Software-Cache für PC-kompatibles DOS. Es wurde 1987 mit Windows 2.x ausgeliefert und ist auch in MS-DOS ab Version 4.01 von 1988 enthalten. Die Verwendung ist optional.

## Funktion
SmartDrive nutzt zusätzlich verfügbaren Arbeitsspeicher als Disk-Cache bzw. Festplatten-Cache. Dabei wird ein definierter Teil der Speichertypen Extended Memory (Speicher gem. der Extended Memory Specification, XMS) oder Expanded Memory (Speicher gem. der Expanded Memory Specification, EMS bzw. LIM-EMS) für die zwischengespeicherten Daten genutzt. Werden nun von einem Programm Daten unter DOS bzw. DOS-basierten Programmen inkl. Windows gelesen, so landen sie in diesem Zwischenspeicher. Bei einem erneuten Lesen werden dieselben Daten nun nicht erneut von dem langsameren Speichermedium wie einer Festplatte oder Diskette gelesen, sondern aus dem viel schnelleren Zwischenspeicher, sofern sie darin noch enthalten sind. Das spart viel Zeit und steigert so die Geschwindigkeit des Gesamtsystems. Gleichzeitig stellt SmartDrive somit eine intelligente Nutzung von sonst brachliegendem RAM dar, denn viele DOS-Programme aus den 1980er Jahren können nur konventionellen Speicher überhaupt verwenden, EMS- und XMS-Speicher hingegen nicht. Seit der in MS-DOS 6.0 enthaltenen Version werden auch CD-ROM-Laufwerke unterstützt, SmartDrive muss dazu allerdings nach dem Treiber für das CD-ROM-Laufwerk geladen werden.
In Windows 3.x und MS-DOS 5.0 wird SmartDrive automatisch bei der Installation eingerichtet, um die Geschwindigkeit zu verbessern. Durch das Puffern häufig genutzter Daten im Arbeitsspeicher wurde die Effizienz damaliger Festplatten deutlich erhöht. Ab Windows 3.1 und der damit ausgelieferten Version beherrscht SmartDrive auch verzögertes Schreiben. Gemeinsam mit der erweiterten Speicherverwaltung in dieser Windows-Version kann SmartDrive, weil es eng mit den Zugriffen auf Datenträger von Windows verzahnt ist, seine Stärken voll ausspielen.

## Einrichtung und Nutzung
In den frühen MS-DOS- und Windows-Versionen wird SmartDrive durch den Aufruf des Gerätetreibers SMARTDRV.SYS in der DOS-Konfigurationsdatei CONFIG.SYS gestartet. In späteren Versionen wurde SmartDrive zu einem TSR-Programm weiterentwickelt und kann somit als ausführbare Datei SMARTDRV.EXE, die zwar weiterhin auch über die CONFIG.SYS geladen werden kann, auch über die Konfigurationsdatei AUTOEXEC.BAT und jederzeit auf der Eingabeaufforderung aufgerufen und auch umkonfiguriert werden. Dadurch sind die Startoptionen jederzeit veränderbar.